# Gustav von Meyern-Hohenberg
Gustav von Meyern-Hohenberg (Calvörde, 1820. szeptember 10. – Konstanz, 1878. március 9.) német jogász, drámaíró. Göttingen és Berlin egyetemein tanult, 1860 és 1868 között Coburg színházában dolgozott.

## Művei
- Ein Kaiser (1857)
- Heinrich von Schwerin, Schauspiel in 5 Akten (1859)
- Ein Kind des Elsaß, Drama in 2 Akten (1873)
- Das Ehrenwort, Schauspiel in 5 Akten (1873)
- Das Haus Posa, Schauspiel in 5 Akten (1874)
- Die Cavaliere, Schauspiel in 5 Akten (1874)
- Welfenlied (1854)